# Ghabaghib (nahija)
Nahija Ghabaghib (ar. ناحية غباغب) je nahija u okrugu Al-Sanamayn, u sirijskoj pokrajini Daraa. Po popisu iz 2004. (prije rata), nahija je imala 45.793 stanovnika. Administrativno sjedište je u naselju Ghabaghib.